# Acioa cinerea
Acioa cinerea là một loài thực vật thuộc họ Chrysobalanaceae. Nó là loài đặc hữu của Cameroon. Nó bị đe dọa do mất môi trường sống.